# Museum Lichtenberg im Stadthaus

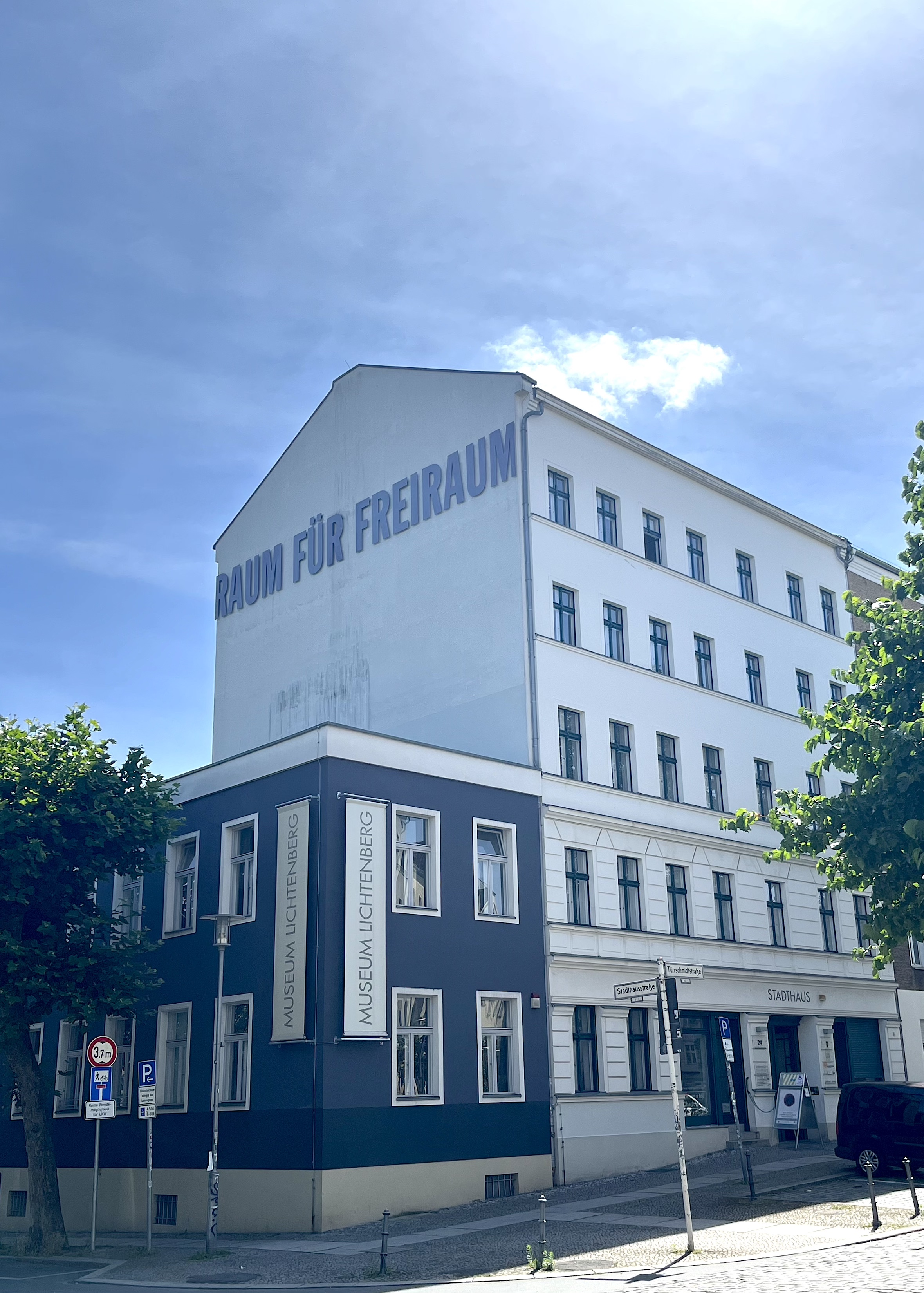
Museum Lichtenberg

Das Museum Lichtenberg ist eine Kultureinrichtung des Berliner Bezirks Lichtenberg und befindet sich seit 2006 in einem Bauensemble mit dem erhaltenen westlichen Gebäudeteil des früheren Rathauses der Gemeinde Boxhagen-Rummelsburg in der Victoriastadt im Ortsteil Rummelsburg.
Das Museum Lichtenberg ist ein regionalhistorisches Museum. Es zeigt eine Dauerausstellung über die Geschichte des Bezirks mit den Themen Arbeiten – Leben – Verändern und wechselnde Sonderausstellungen und biete ein vielfältiges Begleitprogramm sowie die Nutzung eines Archivs und einer Präsenzbibliothek. Das Museum lädt ein, die Geschichte und Gegenwart Lichtenbergs aus unterschiedlichen Blickwinkeln zu betrachten, zu erforschen und zu diskutieren. Es ist Teil der Arbeitskreises Berliner Regionalmuseen.

## Geschichte des Museums

### Vorgeschichte

#### Lichtenberger Heimatarchiv
Das Bezirksamt Lichtenberg hatte am 10. Juli 1933 die Errichtung eines Lichtenberger Heimatarchivs beim Volksbildungsamt beschlossen. Die Betreuung übernahmen ehrenamtliche Mitarbeiter, die Finanzierung erfolgte durch Geld- und Sachspenden. Die Ziele waren: „Sammlung von fotografischen Abbildungen, Anlegung einer Bibliothek zum Bezirk Lichtenberg und  Sammlung von Dokumenten, Plänen, Karten und Sachzeugnissen“. Die Fotosammlung erfolgte in enger Zusammenarbeit mit der Amateur-Photographen-Vereinigung 1920 Berlin-Lichtenberg und deren Vorsitzenden Br. A. Georgi. Zielgerichtet wurden Fotodokumente über öffentliche Gebäude, historische Bauwerke, industrielle, gewerbliche und kaufmännische Anlagen und Einrichtungen, sowie Denkmäler, Brunnen, Brücken, Parks, Gärten und Gärtnereien, und die Menschen im Bezirk Lichtenberg zusammengetragen und katalogisiert. Die Bevölkerung wurde zur aktiven Mithilfe bei der Erweiterung der Sammlung aufgerufen. Zum damaligen Bezirk gehörten bis 1980 die (heutigen) Ortsteile Biesdorf, Friedrichsfelde, Hellersdorf, Karlshorst, Lichtenberg, Kaulsdorf, Mahlsdorf und Marzahn. Für den Bereich Mahlsdorf gab es bereits von einem Ortschronisten zusammengetragene Dokumente, die in die Archivsammlung aufgenommen wurden. Aufbewahrungsort der Sammlung war offenbar direkt das Rathaus Lichtenberg. Ende Dezember 1937 wurde das Lichtenberger Heimatarchiv mit den Fotos in Alben der Öffentlichkeit zugänglich gemacht.
Mit einer auf das Rathaus abgeworfenen Fliegerbombe im Jahr 1944 ging die Sammlung durch Brand weitgehend verloren.
Nach dem Krieg und nach dem Wiederaufbau des Rathauses wurden die erhaltenen Archivunterlagen dem Stadtarchiv Berlin übergeben und dort  verwaltet. Die Sammlung enthielt Fotos, die für das Heimatarchiv gefertigt, und nicht in den Alben eingearbeitet worden waren. Nach dem Mauerfall und der deutschen Wiedervereinigung gingen einige Sammlungsteile an das Landesarchiv Berlin.

#### Lichtenberger Ortschronik
Auf Initiative des Deutschen Kulturbundes wurde in den 1950er Jahren  eine Ortschronik geführt, die aus bislang ungeklärten Gründen zerstört wurde. Nur wenige Dokumente blieben erhalten. 1978 wurde die Lichtenberger Ortschronik gegründet, deren Leiterin Christine Steer gemeinsam mit ehrenamtlichen Geschichtsinteressierten zur Bezirksgeschichte recherchierte.
Die Ortschronik sollte, so berichtet Christine Steer, „Räume in einem hundertjährigen Haus am Anger von Friedrichsfelde erhalten – aber das schöne Baudenkmal wird 1984 in einer Nacht- und Nebelaktion abgerissen, es soll die damals fällige Eröffnung der Bezirksverwaltung Berlin des Ministeriums für Staatssicherheit nicht stören“.
Angeregt durch die Vorbereitung der 750-Jahr-Feier Berlins im Jahr 1987 wuchs das Interesse an der Heimatgeschichte. So wurde aus der Ortschronik das Heimatgeschichtliche Kabinett, das nach Unterbringung in verschiedenen Provisorien, unter anderem in einer Baracke in der Harnackstraße, 1986 in den fünf Räumen einer früheren Wohnung im viergeschossigen Mietshaus Deutschmeisterstraße 4 auf 84 m² untergebracht wurde.

### Heimatmuseum Lichtenberg 1990–2006
Nach der deutschen Wiedervereinigung gründeten sich nach den Kommunalwahlen neue Bezirksämter. Die neue Ratsversammlung von Lichtenberg sorgte dafür, dass die Heimatgeschichtliche Sammlung erhalten blieb und in der Deutschmeisterstraße 4 (Zugang von der Parkaue) Räume für eine Präsentation erhielt. Aus der Sammlung wurde das Heimatmuseum Lichtenberg. Es gab darüber hinaus Sonderausstellungen an anderen Orten, z. B. in Schulen, Bibliotheken und Läden.
Im Jahr 1991 verfügte das Museum über 25 Einzelsammlungen, dazu gehörten Fotos und Postkarten, ca. 40 historische Berliner Stadtpläne, Tages- und Betriebszeitungen, Presse-Ausschnitte, Plakate, Werke der bildenden Kunst, Dokumente und gegenständliche Sachzeugen wie beispielsweise die silberne Amtskette des Lichtenberger Gemeindedieners.
Im Zusammenhang der wissenschaftlichen Forschung wurde unter anderem ein drei Meter hoher Obelisk aus der Zeit der Einigungskriege Preußens gerettet und als Preußensäule auf dem Anger von Friedrichsfelde aufgestellt. Im Jahr 1989 konnte die Museumsleitung die Streichung der historisch bedeutsamen Straßennamen Rutnikstraße und Ruschestraße verhindern, die Personen der Ortsgeschichte ehren.
Die Übernahme einer Karlshorster Villa durch das Museum scheiterte 1992 wegen Restitutionsansprüchen.
Im Jahr 2001 wurden nach der Fusion der früheren Bezirke Lichtenberg und Hohenschönhausen die Sammlungen zusammengeführt und führte zur Suche nach einem neuen Standort.

### Museum Lichtenberg seit 2006

#### Das Gebäude
Das Museum Lichtenberg befindet sich seit 2006 in einem sanierten Bauensemble an der Türrschmidtstraße 24. Das Bauensemble wurde von 2003 bis 2006 für 3,3 Millionen Euro umgebaut. 2,2 Millionen Euro kamen aus dem Förderprogramm Städtebaulicher Denkmalschutz, eine Million Euro aus dem Etat des Landes Berlin und des Bezirksamtes Lichtenberg und 100.000 Euro aus dem Förderprogramm Urban II. In dem zweigeschossigen Seitenflügel mit restaurierter Klinkerfassade, der früheren Remise des Stadthauses, und in dem Eck-Anbau von 1960 wurden Büro, Archiv- und Projekträume und Ausstellungsräume.
Ein Teil des Gebäudeensembles besteht aus dem Stadthaus, dem ehemaligen 1901 eröffneten Rathaus der Gemeinde Boxhagen-Rummelsburg, wovon heute der westliche Gebäudeteil erhalten ist. Der repräsentative mittlere und der östliche Gebäudeteil wurde am 26. Februar 1945 bei einem alliierten Bombenangriff zerstört. Der erhaltene Gebäudeteil wurde nach dem Zweiten Weltkrieg wieder nutzbar gemacht und 1960 durch einen niedrigeren östlichen Eckanbau auf den alten Grundmauern erweitert. Nach 1949 befanden sich in dem Gebäude das Referat Jugendhilfe und die Abteilung Volksbildung des Rates des Stadtbezirks Lichtenberg und nach 1989 bis 1995 der Bereich Bildung des Lichtenberger Bezirksamtes.
Am 18. August 2006 zog das Museum ein.

„Das mit großzügigem Aufwand sanierte Stadthaus am Tuchollaplatz, selbst ein geschichtsträchtiger Ort, wurde Heimstatt für ein modernes, den Anforderungen der Zukunft gerechtes Museum.“

#### Die Sammlung
In dem Faltblatt des Museums zum zehnjährigen Bestehen 2016 heißt es:

„Das Museum verfügt über eine Sammlung von mehr als 1000 Objekten, über 120 Meter Aktenbestand und tausende Fotografien. Ein Teil der Objekte wird in einem Depot in Friedrichsfelde aufbewahrt. Durch Schenkungen, Leihgaben, Ankäufe und Übernahme von privaten Nachlässen sowie durch eigene Forschungen erweitert das Museum seine umfangreichen Sammlungen und Bestände zur Bezirks- und Ortsteilgeschichte, die hier gesichert, bewahrt, verwaltet und präsentiert werden.“

Am 21. August 2021 wurde die Dauerausstellung Was? Wo? Wie? Wer? WOW! – Made in Lichtenberg fertiggestellt und mit einem Museumsfest feierlich eröffnet, die einen Teil der Sammlung präsentiert und teilweise an Mitmach-Stationen haptisch erfahrbar macht.

#### Archiv
Das Museum verfügt über ein eigenes kleines Archiv, in welchem Literatur, Dokumente, Fotos (teils von Privatpersonen), Ansichtskarten und vieles andere geordnet nach Ortsteilen Lichtenbergs oder nach Sachworten gesammelt werden. Nach Voranmeldung beim Archivleiter ist ein Besuch des Archivs möglich. In dem Besucher-Arbeitsraum stehen der historische Schreibtisch von Oskar Ziethen und ein größerer eichener geschnitzter Aktenschrank.

#### Objekte der Sammlung (Auswahl)
- Jupiter Dolichenus, Götterfigur aus Kleinasien, gefunden 1828 in einer Lehmgrube in Lichtenberg
- Brieftasche von Carl August Zipter, Stammvater der Zipter-Baumkuchenfabrik in Stralau 1835
- Notizbuch von Oskar Ziethen (1858–1932), erster Bürgermeister Lichtenbergs, um 1900
- Daimon-Taschenlampe und Batterie. Ihr Erfinder und Hersteller Paul Schmidt (1868–1948) lebte von 1910 bis 1929 im Schloss Hohenschönhausen.

## Die Leitung
Als Leiterin des Museums war Christine Steer bis Ende September 2012 tätig. Es folgte der Historiker Thomas Thiele, der den Aufbau der 2021 neueröffneten Dauerausstellung kuratierte. Von Oktober 2020 bis November 2021 führte Catrin Gocksch das Museum kommissarisch. Seit dem 1. Dezember 2021 ist Anna Maria Katz Museumsleiterin und Leiterin des Fachbereichs Museum und Geschichte im Amt für Weiterbildung und Kultur des Bezirksamtes Lichtenberg.

## Förderkreis des Museums
Der 1993 gegründete Förderkreis Heimatmuseum Lichtenberg e. V. fördert das Museum Lichtenberg. Seit 2008 trägt er den Namen Förderkreis Museum Lichtenberg im Stadthaus e. V. Der Förderkreis vereint Interessierte an der Geschichte des Bezirks Lichtenberg und leistet einen wichtigen Beitrag zur Öffentlichkeitsarbeit und Präsentation des Museums und seinen Ausstellungen.

## Veröffentlichungen (Auswahl)
- Theodora Paeslack: 700 Jahre Friedrichsfelde. Das Dorf und seine Kirche 1265–1965. Bezirksamt Lichtenberg, Heimatmuseum Lichtenberg (Hrsg.), 1990.
- Werner Schüler und Klaus Baumgart: Schulgeschichte des Berliner Bezirkes Lichtenberg 1900–1949. Bezirksamt Lichtenberg, Heimatmuseum Lichtenberg (Hrsg.), 1993.
- Werner Schüler: Friedrichsfelder und Karlshorster Gemeindeschulen bis zur Bildung Groß-Berlins 1920. Bezirksamt Lichtenberg, Heimatmuseum Lichtenberg (Hrsg.), 1995.
- Fabrikstadt Lichtenberg. Bergauf-Bergab im Berliner Osten. Ausstellungskatalog. Bezirksamt Lichtenberg, Heimatmuseum Lichtenberg (Hrsg.), 1997.
- Stadterkundungen in Berlin-Lichtenberg. Geschichte und Sehenswürdigkeiten. Hrsg. Kunst- und Kulturamt, Museum Lichtenberg im Stadthaus, Bezirksamt Lichtenberg von Berlin, Abt. Kultur und Bürgerdienste, 2008.
- Günter Möschner: Auf den Spuren Heinrich Zilles in Berlin-Lichtenberg. Hrsg. Museum Lichtenberg im Stadthaus, Bezirksamt Lichtenberg von Berlin, Kunst- und Kulturamt, 2008.
- Jürgen Hofmann: 725 Jahre Lichtenberg – kurze Geschichte eines Berliner Bezirk. Bezirksamt Lichtenberg von Berlin (Hrsg.), 2013.  ISBN 978-3-00-043170-8.
- Jürgen Hofmann: Oskar Ziethen – Stationen eines preußischen Kommunalbeamten. Museum Lichtenberg (Hrsg.), 2016, ISBN 978-3-00-053843-8.
- Schießbefehl für Lichtenberg. Katalog zur Ausstellung. Bezirksamt Lichtenberg von Berlin, Museum Lichtenberg im Stadthaus, 2019, ISBN 978-3-00-061609-9.